# Дядя Жора
Дядя Жора (справжнє ім'я Мичковський Вадим Ростиславович, нар. 22 вересня 1975, Хмельницький, УРСР) — український шоумен, співак, ведучий, комік та актор. Продюсер гуртів «Opium» та «Action», екскапітан команди КВК «Три товстуни», резидент «Comedy Club UA». Власник івент-агентства «Дядя Жора company».

## Життєпис
Народився 22 вересня 1975 року в Хмельницькому в сім'ї юристів, навчався в школі № 26. 1998 року отримав диплом юриста у Хмельницькому університеті управління та права на юридичному факультеті. Три роки працював юрисконсультом в Укрінбанку.
Прізвисько «Жора» отримав у сьомому класі.
1992 року очолив університетську команду КВК «Три товстуни».
1993 відкрив у Хмельницькому піцерію «Три товстуни», пізніше — продуктовий магазин, кафе, рекламне агентство і газету оголошень. 1996 року відкрив івент-агентство «Дядя Жора Company».
2006 року переїхав до Києва, був одним з резидентів «Comedy Club Ukraine» (2010). Восени 2008 став учасником проєкту «Танцюю для тебе» на «1+1».
З 2009 — продюсер та ведучий «Бігуді шоу», жіночого комедійного шоу на каналі «ТЕТ», на основі якого було створено гурт «Bigudi» (2012).
З вересня 2010 — один із ведучих вечірнього гумористичного шоу «ГПУ» на «1+1» та ведучий камеді «Бігуді шоу» на «ТЕТ».
2016 — рубрики «Погода із Дядьою Жорою» на ТРК Україна у програмі «Ранок з Україною».
2017 — став продюсером гуртів «Action» та «Opium». 2018 започаткував шоу «Велике анекдот шоу» та озвучив мультфільм «Весела пчілка Майя-2».
2019 — заснував дитячу телешколу KidsTeam та запустив новий YouTube проєкт «Папин блог», запустив скетч-шоу «Kids Team», взяв участь з Ольгою Цибульською у шоу «Розсміши коміка».
2020 — започаткував онлайн-проєкт «Університет ведучих», запустив програму «Хайпові ігри з Дядьой Жорой».
2021 — запустив з дружиною Наталією Мичковською «Велике схуднення», став амбасадором «PokerMatch».
2022 — знявся в епізодичній ролі в комедії «Зірки за обміном»
З початком повномасштабного вторгнення став волонтером у штабі волонтерського руху «4.5.0». Заснував БФ Центр Добра, влітку 2022 року запустив інстаграм-шоу «Дядя Жорініо» та «Лайфхаки Дяді Жори»
2023 року започаткував благодійний дитячий фестиваль «Kids Team Fest».

## Творча діяльність
| № | Назва                    | Режисер                       | Рік  |
| - | ------------------------ | ----------------------------- | ---- |
| 1 | «О, счастливчик!»        | Едуард Паррі                  | 2009 |
| 2 | «Пацики»                 | Руслан Ханумак, Денис Тарасов | 2016 |
| 3 | «Село на мільйон»        | Бата Недич                    | 2017 |
| 4 | «Продюсер»               | Сергій Вейн                   | 2019 |
| 5 | «Мій дідусь — Дід Мороз» | Сергій Шляхтюк                | 2020 |
| 6 | «Зірки за обміном»       | Олексій Даруга                | 2021 |

| № | Назва           | Канал           | Рік       |
| - | --------------- | --------------- | --------- |
| 1 | «Файна Юкрайна» | Новий канал, К1 | 2010      |
| 2 | «Панаєхало»     | К1              | 2011      |
| 3 | «Две полоски»   | К1              | 2013      |
| 4 | «Сышишь шоу»    | НЛО TV          | 2014-2015 |

| №  | Назва                    | Канал                       | Рік        |
| -- | ------------------------ | --------------------------- | ---------- |
| 1  | «Comedy Club UA»         | 1+1, Інтер, К1, Новий канал | 2006- 2009 |
| 2  | «Comedy Club»            | ТНТ                         | 2007       |
| 3  | «Танцюю для тебе»        | 1+1                         | 2009       |
| 4  | «Анекдоты с Дядей Жорой» | 1+1                         | 2010       |
| 5  | «Шеф-кухар країни»       | Перший національний         | 2010       |
| 6  | «Смачна ліга»            | 1+1                         | 2011       |
| 7  | «Бойцовский клуб»        | К1, ТЕТ                     | 2013       |
| 8  | «Дизель Шоу»             | ICTV                        | 2017       |
| 9  | «Ліга Сміху»             | 1+1                         | 2017       |
| 10 | «Розсміши коміка»        | ТЕТ                         | 2018       |
| 11 | «Х-фактор»               | СТБ                         | 2018       |
| 12 | «Корисна програма»       | Інтер                       | 2019       |
| 13 | «Велике схуднення»       | ТРК Украина                 | 2021       |
| 14 | «Ранок з Україною»       | ТРК Україна                 | 2021       |
| 15 | «Сніданок»               | 1+1                         | 2021       |
| 16 | «Блокпост»               | ДІМ                         | 2023       |
| 17 | «Хто ти?»                |                             | 2023       |
| 18 | «ШОЗАСОНГ»               |                             | 2023       |
| 19 | «ПО ФАКТУ»               |                             | 2023       |

| №  | Назва                                         | Режисер         | Рік  |
| -- | --------------------------------------------- | --------------- | ---- |
| 1  | «Банька» (Дядя Жора feat. MMdance)            |                 | 2012 |
| 2  | «Айфон»                                       |                 | 2014 |
| 3  | «Безумное лето» (Дядя Жора feat. Bigudi Show) |                 | 2014 |
| 4  | «Красотка из суши бара»                       |                 | 2014 |
| 5  | «Стерео» (Дядя Жора feat. Bigudi Show)        | Валерий Сибекин | 2014 |
| 6  | «Пикничек» (Дядя Жора feat. Bigudi Show)      |                 | 2014 |
| 7  | «С Новым Годом» (Дядя Жора feat. Bigudi Show) | Валерий Сибекин | 2014 |
| 8  | «Планета А»                                   |                 | 2015 |
| 9  | «Буду круче» (Дядя Жора feat. Bigudi Show)    |                 | 2015 |
| 10 | «Баба снежная»                                |                 | 2016 |
| 11 | «Пиво»                                        | Елена Винярская | 2017 |
| 12 | «Губки уточкой»                               |                 | 2017 |
| 13 | «Буся»                                        |                 | 2018 |
| 14 | «Папа хоче тусу»                              |                 | 2019 |
| 15 | «Богиня Инстаграм»                            |                 | 2019 |
| 16 | «Бицепсы-трицепсы»                            |                 | 2019 |
| 17 | «Брова»                                       |                 | 2021 |
| 18 | «Красива»                                     | Олена Вінярська | 2022 |
| 19 | «Калина»                                      |                 | 2022 |
| 20 | «Відмінимо плани»                             |                 | 2023 |
| 21 | «Дівчина космос»                              |                 | 2023 |
| 22 | «Лівий берег»                                 |                 | 2023 |
| 23 | «Плачеш одна»                                 |                 | 2023 |
| 24 | «Гопача»                                      |                 | 2023 |
| 25 | «Моя мала»                                    |                 | 2023 |

| № | Назва                          | Канал       | Рік  |
| - | ------------------------------ | ----------- | ---- |
| 1 | «ГПУ»                          | 1+1         | 2010 |
| 2 | «Готовим вкусно с Дядей Жорой» | 1+1         | 2011 |
| 3 | «Бигуди Шоу»                   | ТЕТ         | 2013 |
| 4 | «Погода»                       | ТРК Україна | 2014 |
| 5 | «Анекдоты с Дядей Жорой»       | ТРК Україна | 2014 |

| № | Назва                   | Режисер | Рік  |
| - | ----------------------- | ------- | ---- |
| 1 | «Нові пригоди Алладіна» |         | 2016 |

## Сім'я
Дружина Наталія Мичковська, три доньки — Уляна, Устина, Аміна.

## Нагороди
- Лауреат Національного рейтингу «Топ-100 видатних чоловіків Київщини» в номінації «Гордість Київщини».[2]